# Isabelle Patissier
Isabelle Patissier, née le 1er mars 1967 à Sainte-Foy-lès-Lyon, est une grimpeuse française, quadruple championne de France, deux fois vainqueur de la coupe du monde, passionnée par le Rallye-raid dont elle devient en 2004 la première femme championne du monde en catégorie « production »,.

## Biographie
Isabelle commence à grimper à l'âge de cinq-six ans avec ses parents, amoureux de la montagne. Jusqu'à douze ans, elle grimpe essentiellement sur des blocs, puis à quatorze ans, elle pratique l'escalade à Chamonix. Avec sa famille toujours, elle s'essaie aux falaises à Presles, au cœur du Vercors dans le Royans, entre Grenoble et Valence. Elle pratique également le ski alpin et le slalom.
À l’âge de 19 ans, en 1986, elle remporte la première compétition officielle française, organisée à Vaulx-en-Velin, en grimpant pieds nus.  La salle de sport est alors à deux pas de son école secondaire. Cette victoire lui donne la motivation nécessaire pour se consacrer à temps plein à l'escalade. À l’âge de 21 ans, en 1988, elle remporte le premier de ses quatre titres de championne de France d’escalade. La même année, elle est la première femme à gravir un 8b, Sortilèges, au Cimaï, une falaise d'Évenos dans le Var.
De 1989 à 1995, elle participe à la coupe du monde, remportant le premier prix à deux reprises, en 1990 et 1991, en catégorie Difficulté.
Elle se marie le 3 septembre 1993 à Saint-Malo (Ille-et-Vilaine) avec Nicolas Hulot, journaliste-reporter, animateur-producteur de télévision et écrivain français, dont elle divorce le 9 avril 1996.
À l'âge de 27 ans, en 1994, elle cesse de grimper à haut niveau après dix ans de carrière, étant alors devenue vice-championne d'Europe.
À partir de 2000, elle fait ses débuts en sport automobile, à commencer par le rallye des Gazelles. En 2002, elle participe à son premier Paris-Dakar, dont elle est la première femme à remporter en 2004 le titre dans la catégorie production. En 2009, elle prend le départ du Dakar en Argentine, puis, en 2010, part sur les pistes d'Amérique du Sud à bord de son buggy appuyée à la dernière minute par le Team Dessoude.

## Palmarès

### Championnats du monde
- 1993 à Innsbruck,  Autriche
  -  Médaille de bronze en difficulté
- 1991 à Francfort,  Allemagne
  -  Médaille d'argent en difficulté

### Coupes du monde d'escalade
- Coupe du monde d'escalade de 1994
  -  Médaille d'or en difficulté
- Coupe du monde d'escalade de 1993
  - 7e du classement Difficulté
- Coupe du monde d'escalade de 1992
  -  Médaille d'or en difficulté
- Coupe du monde d'escalade de 1991
  -  Médaille d'or en difficulté
- Coupe du monde d'escalade de 1990
  -  Médaille d'or en difficulté

### Championnats d'Europe
- 1992 à Francfort,  Allemagne
  -  Médaille d'argent en difficulté

### Reconnaissance et distinction
En 1995, elle est lauréate du trophée des femmes en or.

## Ascensions notables
| Nom                   | Site                                  | Date           | Commentaires                |
| --------------------- | ------------------------------------- | -------------- | --------------------------- |
| Katapult              | Obere Gößweinsteiner Wände, Allemagne | 1985           | Premier 7c féminin français |
| Échographie           | Gorges du Verdon, France              | Printemps 1988 | 8a (ex 8b)                  |
| Sortilèges            | Le Cimaï, France                      | 1988           | Premier 8b enchainé         |
| Les sucettes à l'anis | Le Cimaï, France                      | 1989           | Second 8b enchainé          |

## Galerie

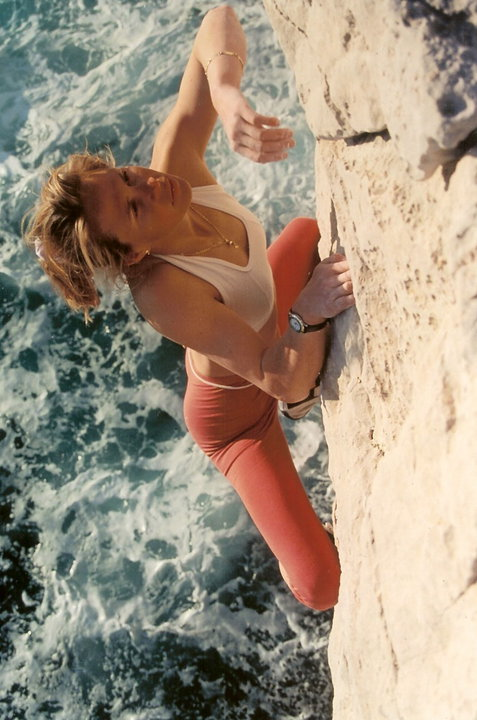
Escalade dans les calanques
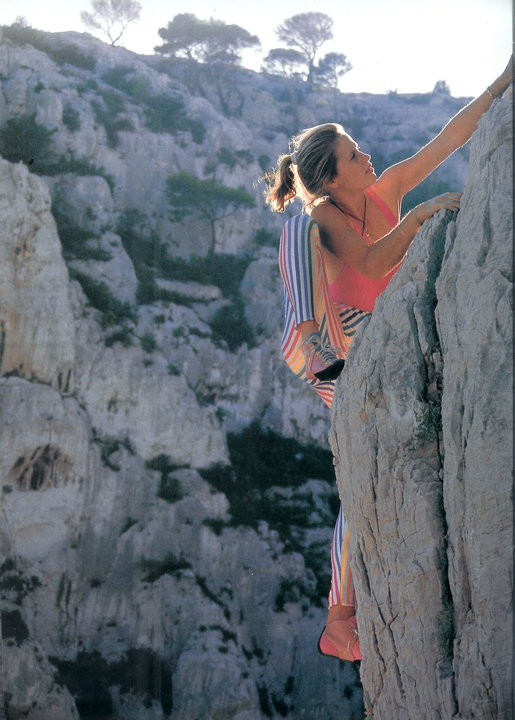
Escalade dans le Verdon, années 1980.
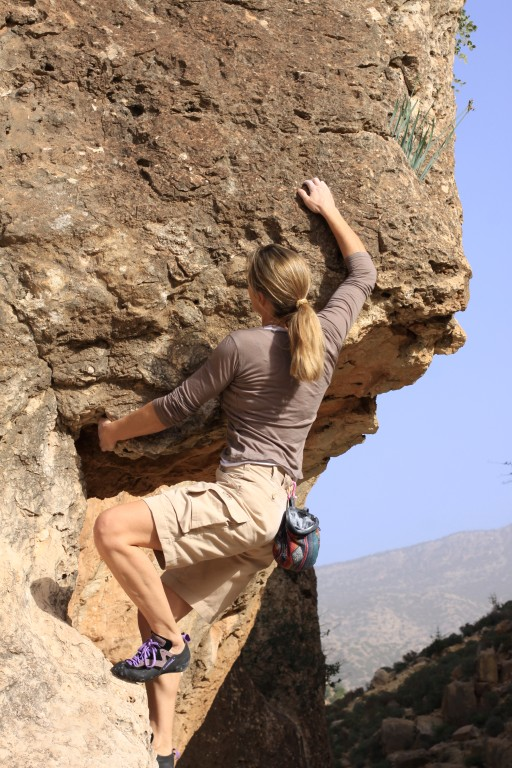
Escalade à Agadir (2011)
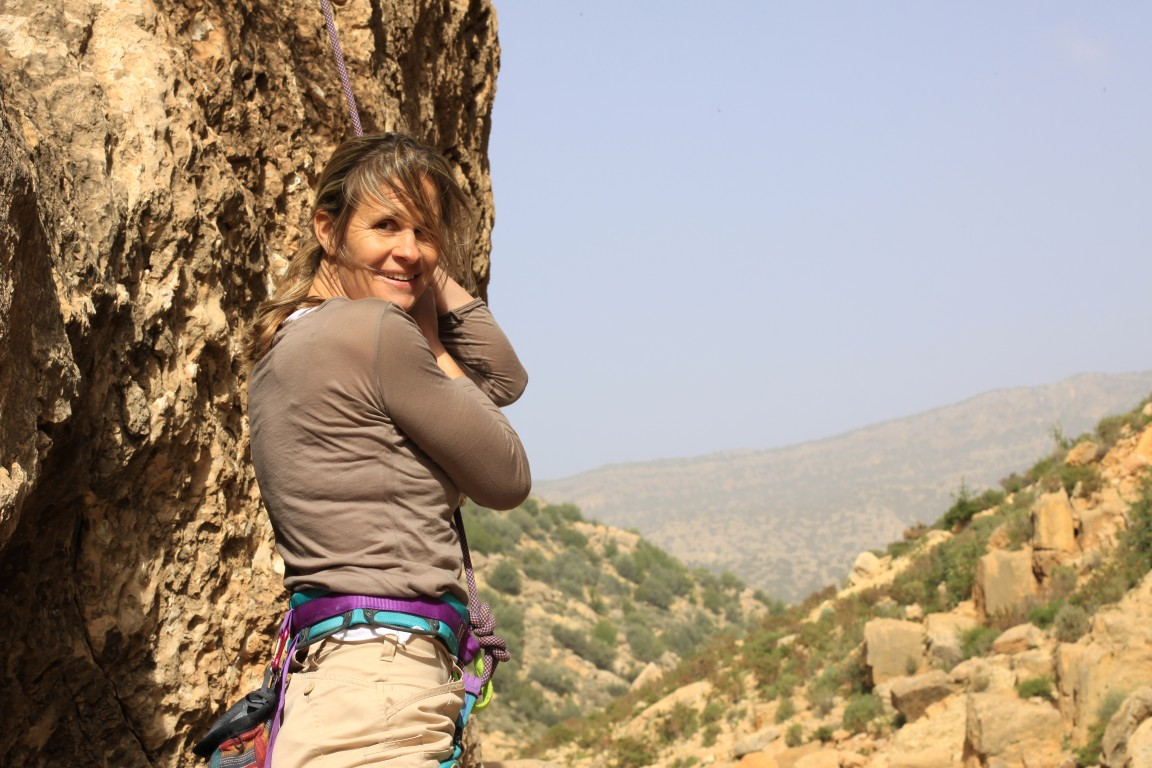
Escalade à Agadir (2011)

## Rallye-raids
Débuts en 2002 :

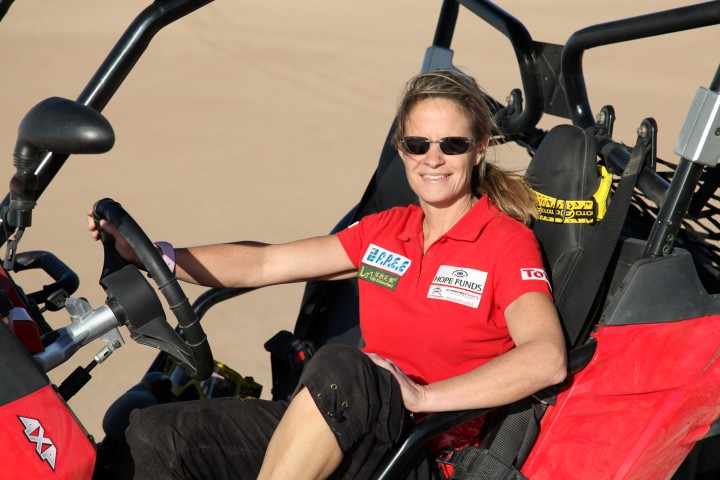
Isabelle Patissier au volant d'un buggy

- 1re femme championne du monde de la spécialité : 2004 (en catégorie Production, avec le team Nissan Dessoude)
- Vainqueur du Oman Desert Express en 2004
- 4e du rallye de Tunisie : 2007 (7e en 2006 et 9e en 2004)
- 7e du rallye de Turquie en 2005
- 9e du rallye d'Orient en 2004
- 3 victoires de catégories (T1 - Production) : Tunisie, Maroc et Orient, en 2004 (et 2e au Paris-Dakar la même année)
- 10 participations au rallye Paris-Dakar en 2002, 2003, 2004, 2006, 2007, 2009, 2010, 2011, 2012 et 2014 (meilleur classement général : 16e en 2011). En 2011, elle est en outre troisième au classement des deux-roues motrices.

Son copilote est Thierry Delli-Zotti depuis 2006 (huit fois pilote et douze fois copilote ou mécanicien, sur le Paris-Dakar) devenu alors son époux,,.
- 2e du 3Com Star Challenge en 2000
- 3e du Rallye Aïcha des Gazelles en 2000